# Королевский Красный крест
Королевский Красный Крест (англ. Royal Red Cross, RRC) — это военная награда, присуждаемая в Соединенном Королевстве и Странах Содружества за исключительные заслуги в области военной медицины.

## История
Награда была учреждена 23 апреля 1883 года королевой Викторией, и впервые присуждена основателю современного сестринского дела Флоренс Найтингейл. До Первой мировой войны крест имел только одну степень, но в ноябре 1915 года была добавлена вторая степень.
Крест присуждается военным или граждански медсестрам, которые проявили исключительную преданность и компетентность при исполнении обязанностей медсестры в течение непрерывного и длительного периода времени или совершили акт исключительный храбрости и преданности своему делу. Королевский Красный крест присуждается членам сестринской службы независимо от ранга.
В случае если медсестра, уже имеющая Королевский Красный крест второй степени, совершает последующий подвиг, вторую степень креста изменяют на первую степень. При этом существует возможность сразу получить первую степень минуя вторую.
В случае если получатель уже имеет первую степень Королевского Красного креста и при этом совершает последующий подвиг, то он получает медальную планку, надеваемую на ленту.
Крест присуждался исключительно женщинам, но в 1976 году мужчины получили право на получение этой награды. А с 1979 года появилась возможность присуждать Королевский Красный крест посмертно.
Получатели Королевского Красного Креста имеют право в качестве приписки к имени использовать аббревиатуры RRC и ARRC.

## Описание
Королевский Красный крест — это золотой крест шириной и длиной в 3,49 см.
Аверс креста покрыт красной эмалью, а в центре размещён медальон с изображением правящего монарха. В верхней части креста выбито слово  «Вера»  (англ. Faith), слева выбито слово «Надежда» (англ. Hope), а справа «Милосердие» (англ. Charity). Снизу креста выбит год основания «1883».
На реверсе выгравирована монограмма правящего монарха.
Единственным отличием первой степени от второй степени креста является материал из которого изготовлен крест. Он изготовлен из золота и серебра для первой и второй степени соответственно.
Лента для обоих степеней темно-синего цвета с малиновыми полосками по бокам.
Медальная планка выполнена из красной эмали, она носится на ленте и присуждается кавалерам Королевского Красного Креста за последующие подвиги.